# Falkenried
Falkenried, var en tidigare tysk tillverkare av spårvagnar, tunnelbanetåg och bussar, vilken numera är ett underhållsföretag tillhörande Hamburger Hochbahn i Hamburg.
Falkenried tillverkade rälsfordon mellan 1882 och 1965 och också bussar fram till 1980. Det köptes av Hamburger Hochbahn 1918 och är sedan 1968 dotterbolaget FFG Fahrzeugwerkstätten Falkenried GmbH, som underhåller trafikbolagets busspark i stadsdelen Hummelsbüttel i Hamburg.  

## Historik
Falkenried grundades i samband med inrättandet 1880 av Strassen-Eisenbahn Gesellschaft i Hamburg. Företaget upprättade så småningom en egen vagntillverkning för att klara sin försörjning av hästspårvagnar 1885 i stadsdelen Wandsbek och flyttade 1892 till en större verkstadslokal på Falkenriedgatan, där det också fanns stallar för 300 draghästar. 
Från 1894 tillverkades elektriska spårvagnar för Hamburgs behov. Strassen-Eisenbahn Gesellschaft Falkenried-Werkstätten var också under en tid leverantör till spårvagnsbolag i andra städer, bland annat i flera omgångar till Norge. År 1897 levererade Falkenried 15 passagerarvagnar för Kristianias hästdragna spårväg. Dessa var 6,6 meter långa och var i drift till 1939, huvuddelen av tiden som släpvagnar till eldrivna motorvagnar. Falkenried tillverkade 1899, 1913/1914 och 1925 också elektriska spårvagnar för Kristiania Elektriske Sporvei. 
Bland andra kunder fanns Aachen, Amsterdam, Blankenese, Frankfurt am Main, Heidelberg, Innsbruck, Kiel, Köln, Köpenhamn, Magdeburg, Mannheim, Moskva, Stassfurt, Valparaíso, Warszawa, Wiesbaden, Worms och Wuppertal.
Hamburger Hochbahn AG övertog 1918 Strassen-Eisenbahn Gesellschaft och därmed också Falkenried-Werkstätten.
År 1935 började Falkenried tillverka tåg till U-Bahn Hamburg. Verkstaden var då också huvudverkstad för omkring 1600 person- och 165 arbetsrälsfordon samt för 130 bussar.
År 1999 flyttade verksamheten till en ny huvudverkstad i Hummelsbüttel.

## Fotogalleri

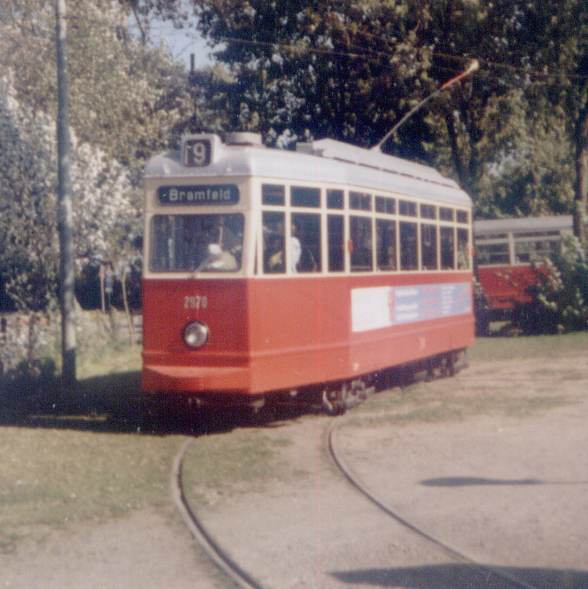
Fyraxlad motorvagn V3, levererad till Hamburg, från slutet av 1930-talet, fotograferad på Museumseisenbahn Schönberger Strand.
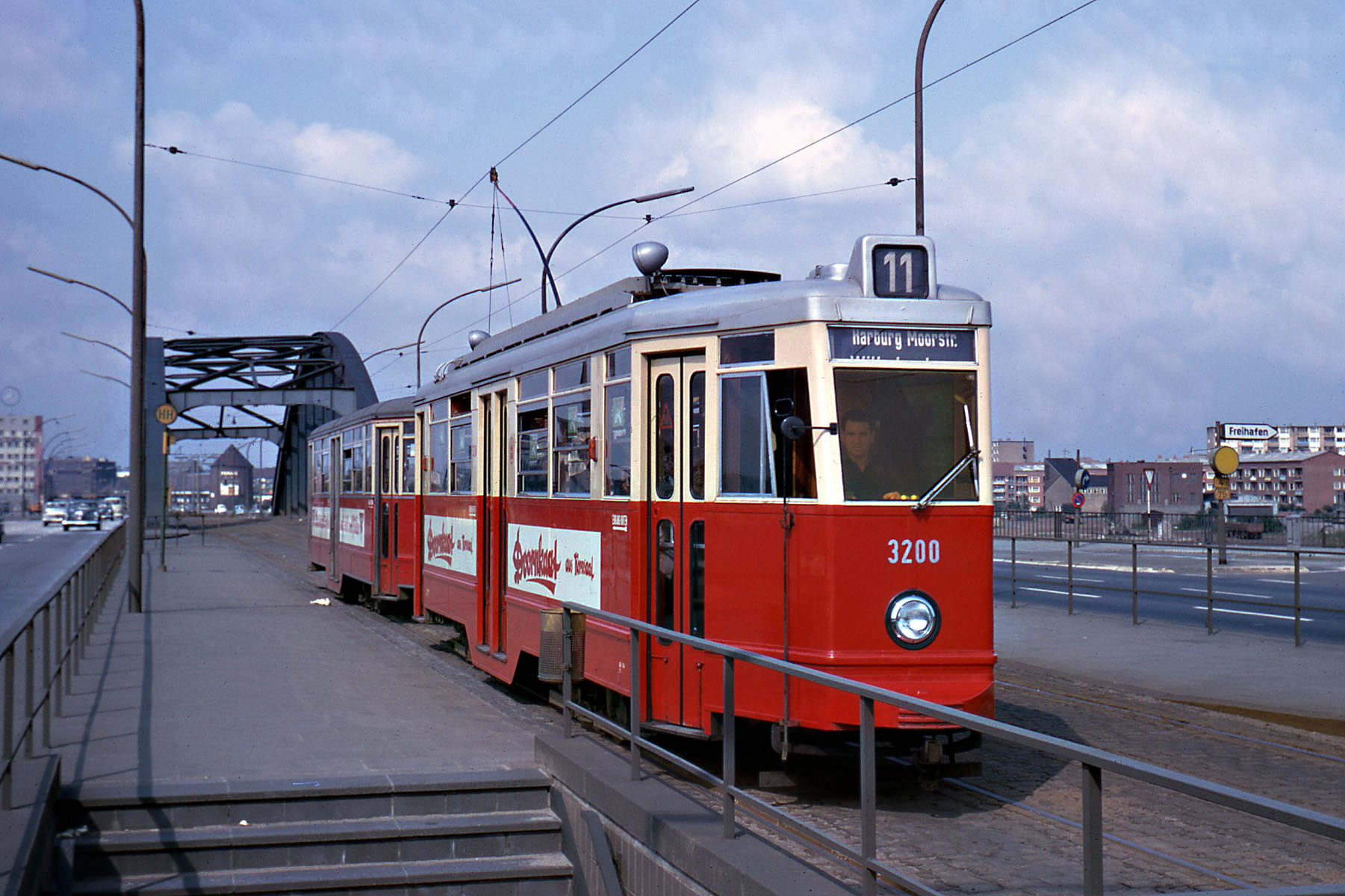
V7 motorvagn med släpvagn fotograferad utanför Hamburg på bron över Norderelbe vid stadsdelen Harburg.
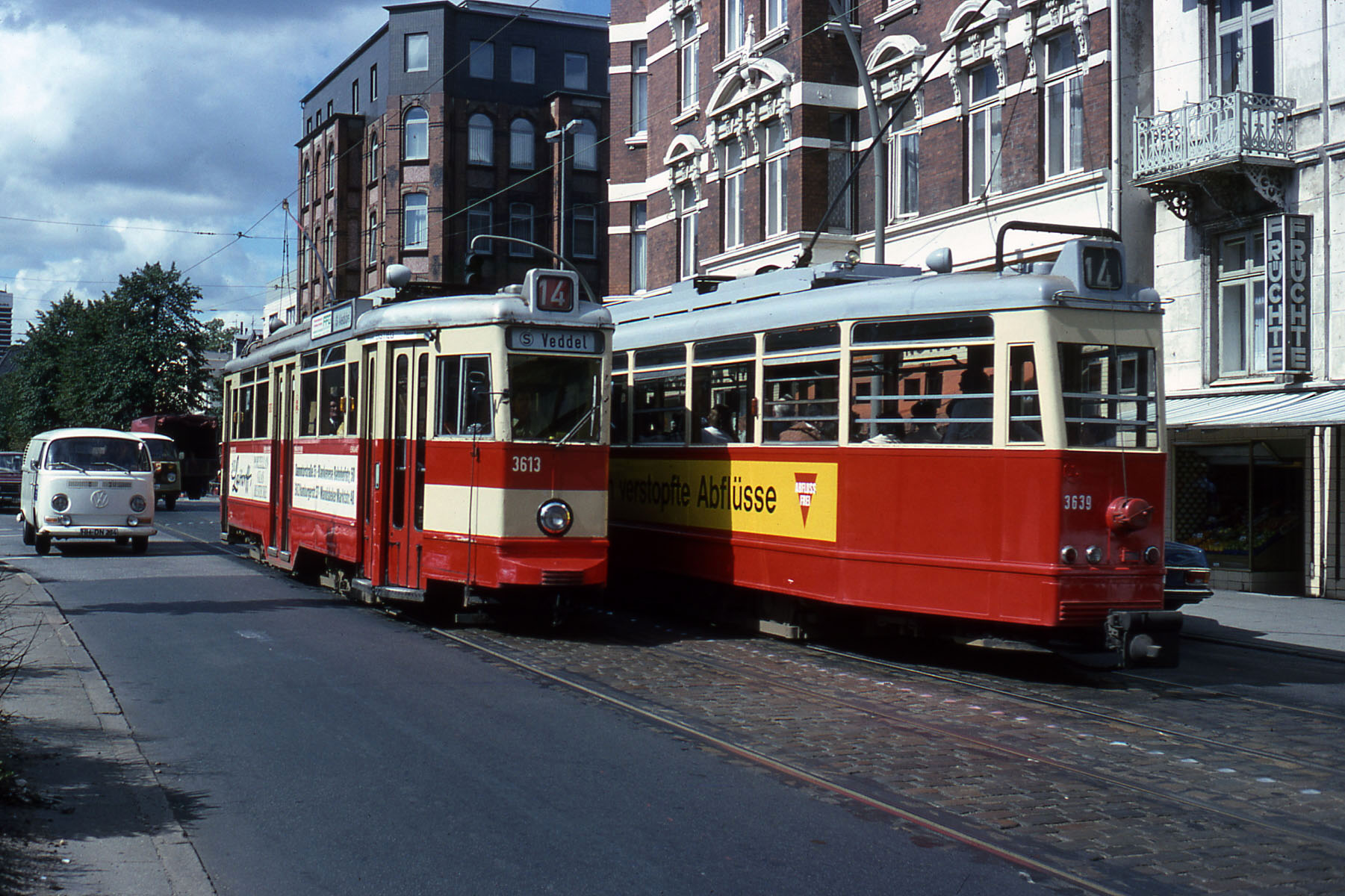
Två V6 motorvagnar byggda 1951/1952, utrangerade 1978, på Landwehrstrasse mellan stadsdelarna Hohenfelde och Eilbek i Hamburg.
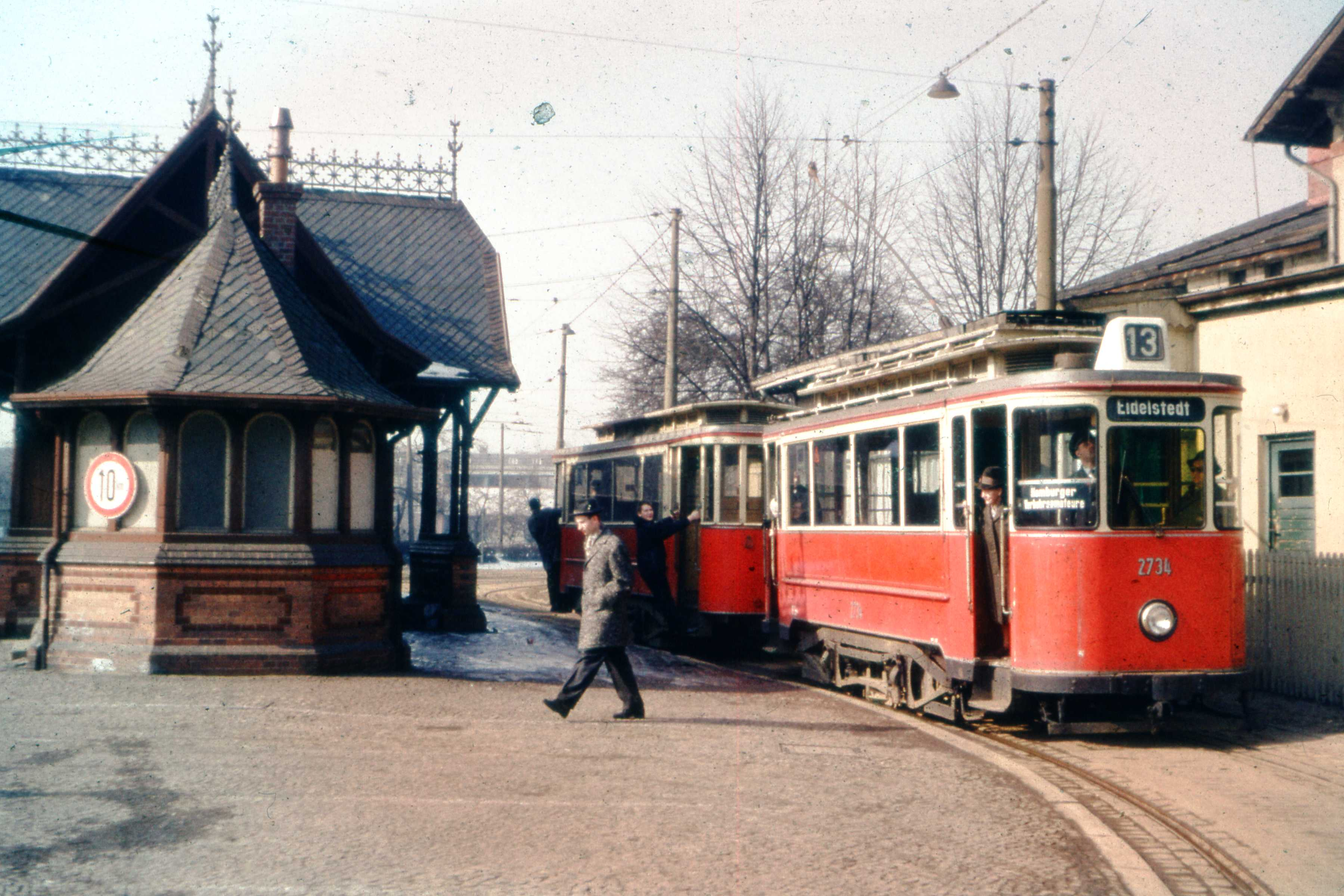
Moderniserade spårvagnar typ Z2 i Ohlsdorf i Hamburg.
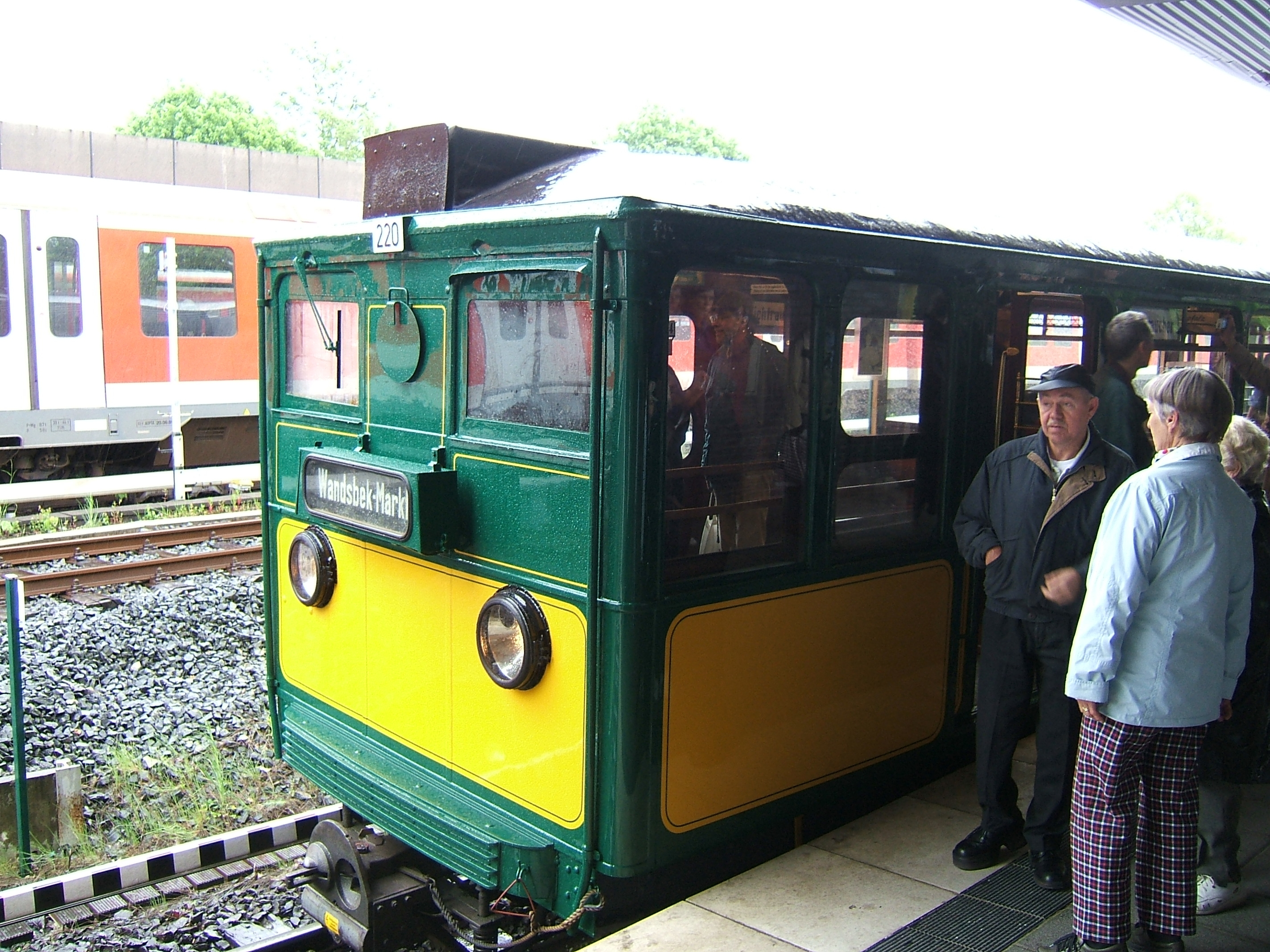
Tunnelbanevagn för U-Bahn Hamburg